# Municipio de Pine Ridge
El municipio de Pine Ridge (en inglés: Pine Ridge Township) es un municipio ubicado en el condado de Monroe en el estado estadounidense de Arkansas. En el año 2010 tenía una población de 99 habitantes y una densidad poblacional de 1,95 personas por km².

## Geografía
El municipio de Pine Ridge se encuentra ubicado en las coordenadas 34°41′9″N 91°11′5″O / 34.68583, -91.18472. Según la Oficina del Censo de los Estados Unidos, el municipio tiene una superficie total de 50.73 km², de la cual 50,71 km² corresponden a tierra firme y (0,04 %) 0,02 km² es agua.

## Demografía
Según el censo de 2010, había 99 personas residiendo en el municipio de Pine Ridge. La densidad de población era de 1,95 hab./km². De los 99 habitantes, el municipio de Pine Ridge estaba compuesto por el 83,84 % blancos, el 13,13 % eran afroamericanos, el 1,01 % eran asiáticos y el 2,02 % eran de una mezcla de razas. Del total de la población el 1,01 % eran hispanos o latinos de cualquier raza.